# Кангшунг (стена)
Стена Кангшунг — восточная стена горы Джомолунгма, одна из тибетских сторон горы. Её высота от подножия, где расположен ледник Кангшунг, до вершины составляет 3350 м. Это широкая горная стена, справа (если смотреть на неё снизу) увенчанная верхним Северо-восточным гребнем, слева на ней расположены Юго-восточный гребень и Южное седло. Верхняя часть стены в основном покрыта нависающими ледниками, а нижняя состоит из крутых скальных выступов и кулуаров между ними. Восхождение на Джомолунгму по стене Кангшунг считается гораздо более опасным, чем восхождения по стандартным маршрутам, проходящим через Северное седло либо через Южное седло. Кроме того, это наиболее отдалённая часть горы, и нужно проделать более длинный путь, чтобы подойти к подножию стены Кангшунг.

## История восхождений

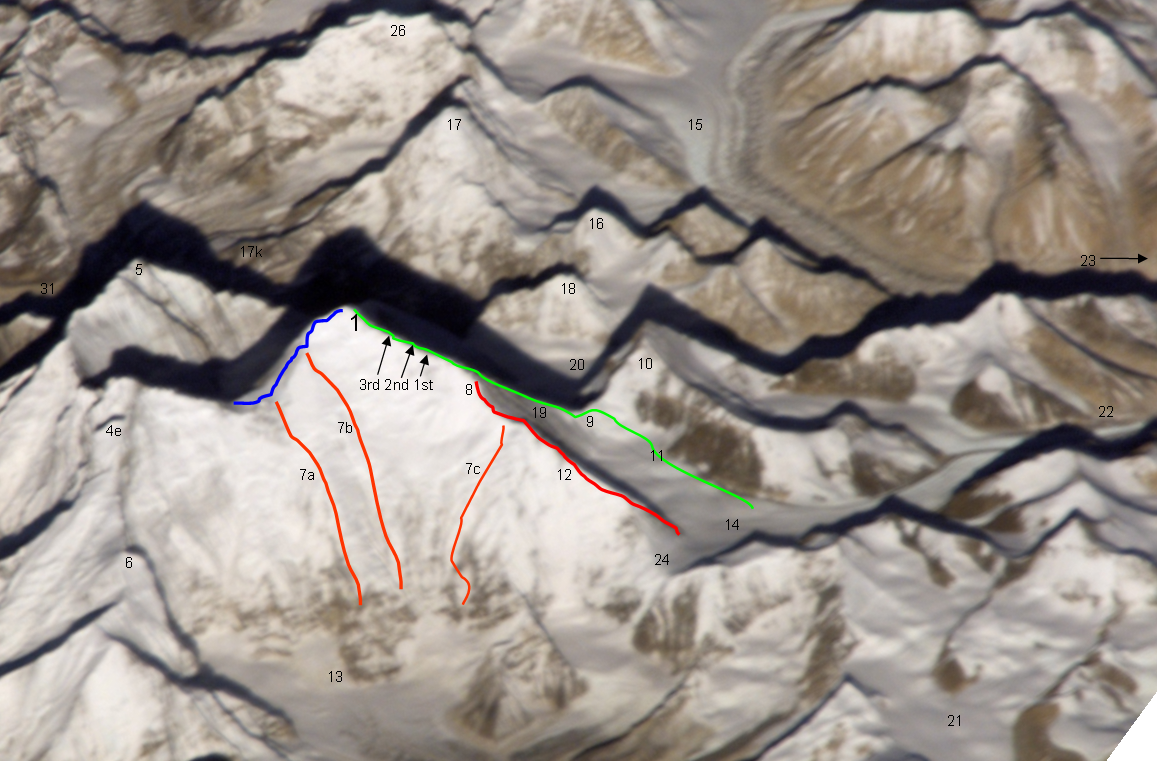
Маршруты восхождения на стену Кангшунг

В 1981 году американская экспедиция под руководством Ричарда Блюма (англ. Richard Blum) и Луиса Рейхардта (англ. Louis Reichardt), в составе которой были также Эдмунд Хиллари, Джордж Лоу (George Lowe), Джон Роскелли и Ким Момб (Kim Momb) преодолела скальные выступы, но прервала восхождение на высоте около 7000 м из-за высокой лавиноопасности.
Первое успешное восхождение на стену Кангшунг произошло в 1983 году. Это была тоже американская экспедиция, которую возглавил Джеймс Д. Морриси (James D. Morrissey). Восхождение длилось пять с половиной недель. Наконец, 8 октября 1983 г. Ким Момб, Карлос Бюлер (англ. Carlos Buhler) и Луис Рейхардт взошли на вершину. Джордж Лоу, Дэн Рейд (Dan Reid) и Джей Касселл (Jay Cassell) поднялись на вершину на следующий день.
В 1988 году американо-британская экспедиция прошла по новому маршруту: по стене Кангшунг до Южных выступов (англ. South Buttress), оттуда поднялись на Южное седло и завершили восхождение уже по обычному маршруту через Юго-восточный гребень. Участник той экспедиции Стивен Венаблес (англ. Stephen Venables) стал первым британцем, совершившим восхождение на вершину Джомолунгмы без использования кислородных приборов. Два других участника экспедиции, Эд Вебстер (Ed Webste) и Роберт Андерсон (Robert Anderson), оба из США, также шли без кислородных приборов; они взошли на южную вершину, но высочайшей северной вершины не достигли. Канадец Поль Тир (Paul Teare) дошёл до Южного седла, но был вынужден спуститься оттуда из-за плохого самочувствия. В обеспечении экспедиции работали: врач Мириам Зиеман (Miriam Zieman, США), фотограф Джозев Блэкбёрн (Joseph Blackburn, США), повар Пасанг Норбу (Непал) и помощник повара Касанг Тсеринг (Тибет).

## Особенности восхождения
Основание стены Кангшунг шириной 3 км практически всё состоит из скал с нависающими уступами, разделённых глубокими узкими расселинами. Опасность схода снежных лавин очень высокая, особенно при штормовом ветре: на вершинах скал лежит неустойчивый снег, встречаются смертельно опасные «ледяные башни». Идти наверх через них трудно, но спускаться обратно — ещё труднее, поэтому при таком восхождении нельзя повернуть назад на полпути. Не случайно Джордж Мэллори записал в дневнике экспедиции: «Другие люди, менее благоразумные, могут попробовать одолеть этот путь, ежели они того пожелают; но это категорически не для нас».

## Список литературы
- Webster, Ed. Snow in the Kingdom: My Storm Years on Everest (англ.). — Eldorado Springs CO, USA: Mountain Imagery, 2001. — ISBN 978-0-9653199-1-1.
- Venables, Stephen. Everest: Alone at the Summit (неопр.). — New York, NY, USA: Thunder's Mouth Press, 2000. — ISBN 978-1-56025-289-4.